# Nokia X6
Nokia X6 – smartfon z ekranem dotykowym, wyprodukowany przez Nokię. Pierwszy raz został on pokazany 27 listopada na Nokia World 2009 w Niemczech.
X6 zastępuje Nokię 5800 jako sztandarowy muzyczny model Nokii, lecz jest gorzej wyposażona od telefonów Nokia z kategorii high-end, takich jak Nokia N97.
Nokia X6 i Nokia X3 są pierwszymi urządzeniami z nowej kategorii Xseries. Przed kategorią Xseries, muzyczne telefony Nokii miały nazwę modelu wraz z końcówką XpressMusic.

## Parametry techniczne
Dostępne są wersje 8 GB, 16 GB i 32 GB.
Tańsza wersja Nokii X6 bez usługi Comes with Music ma się ukazać w połowie 2010 roku. Ta wersja będzie posiadała tylko 8 GB pamięci wewnętrznej.

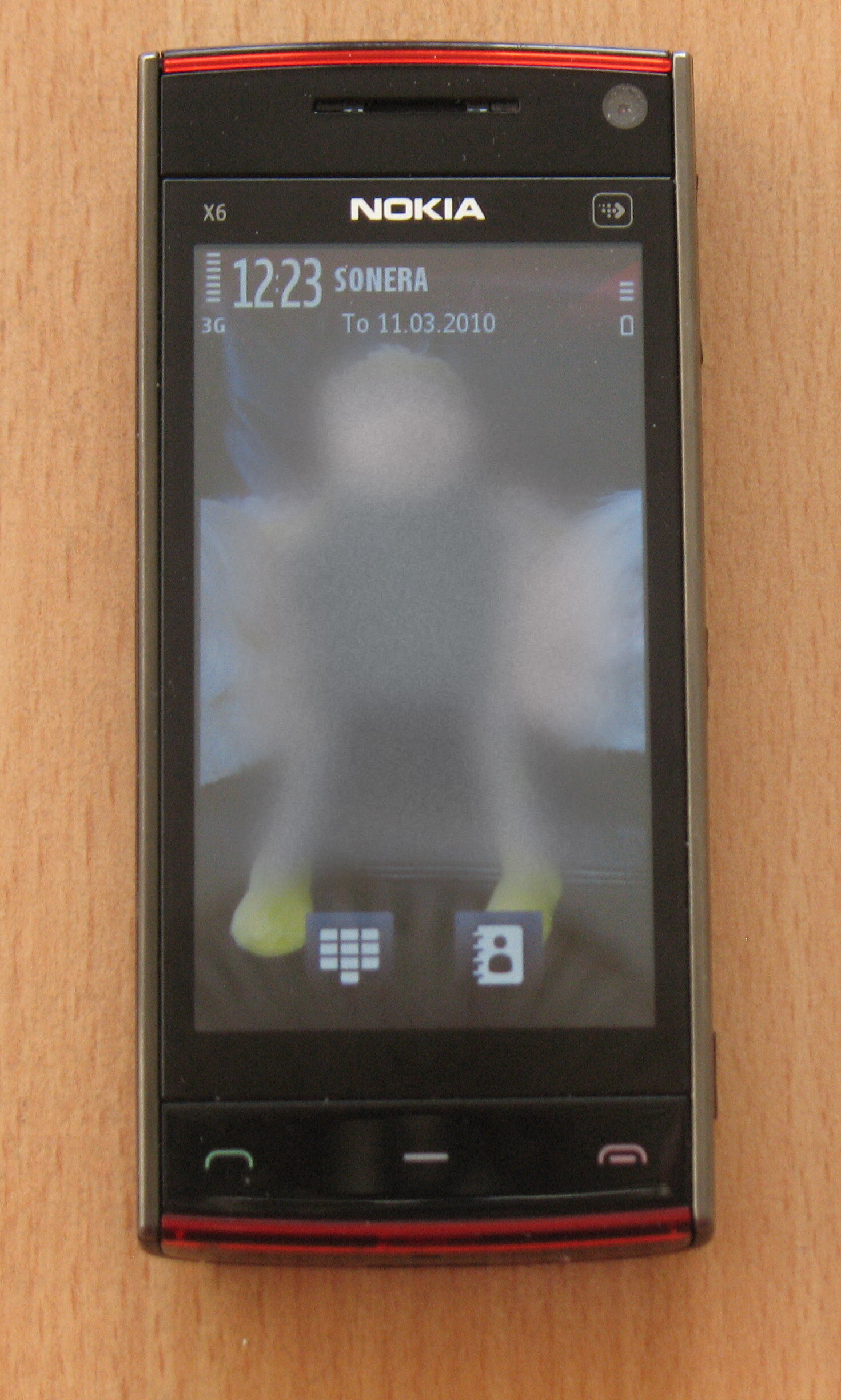
Czarno-czerwona Nokia X6
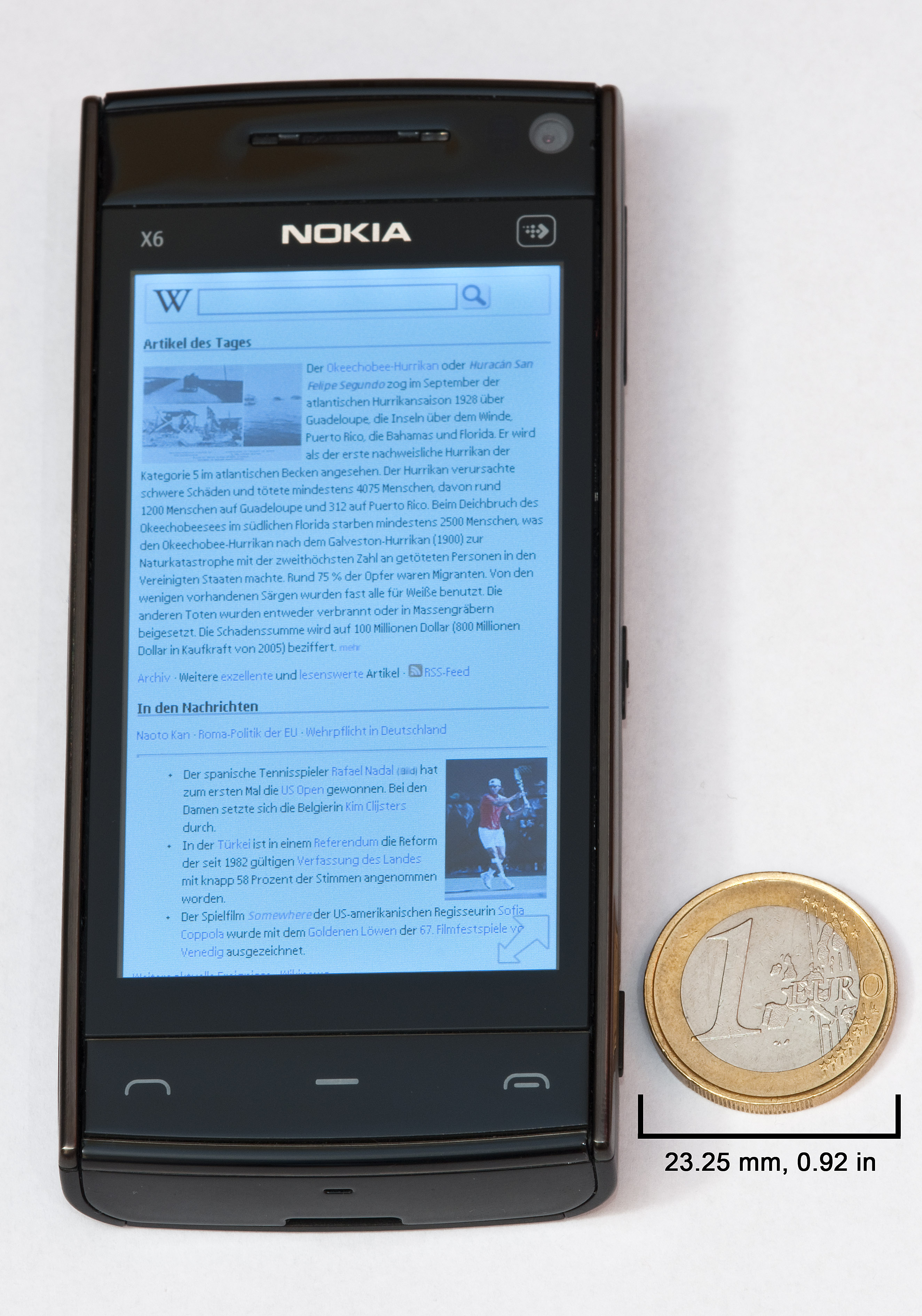
Czarna Nokia X6 16 GB
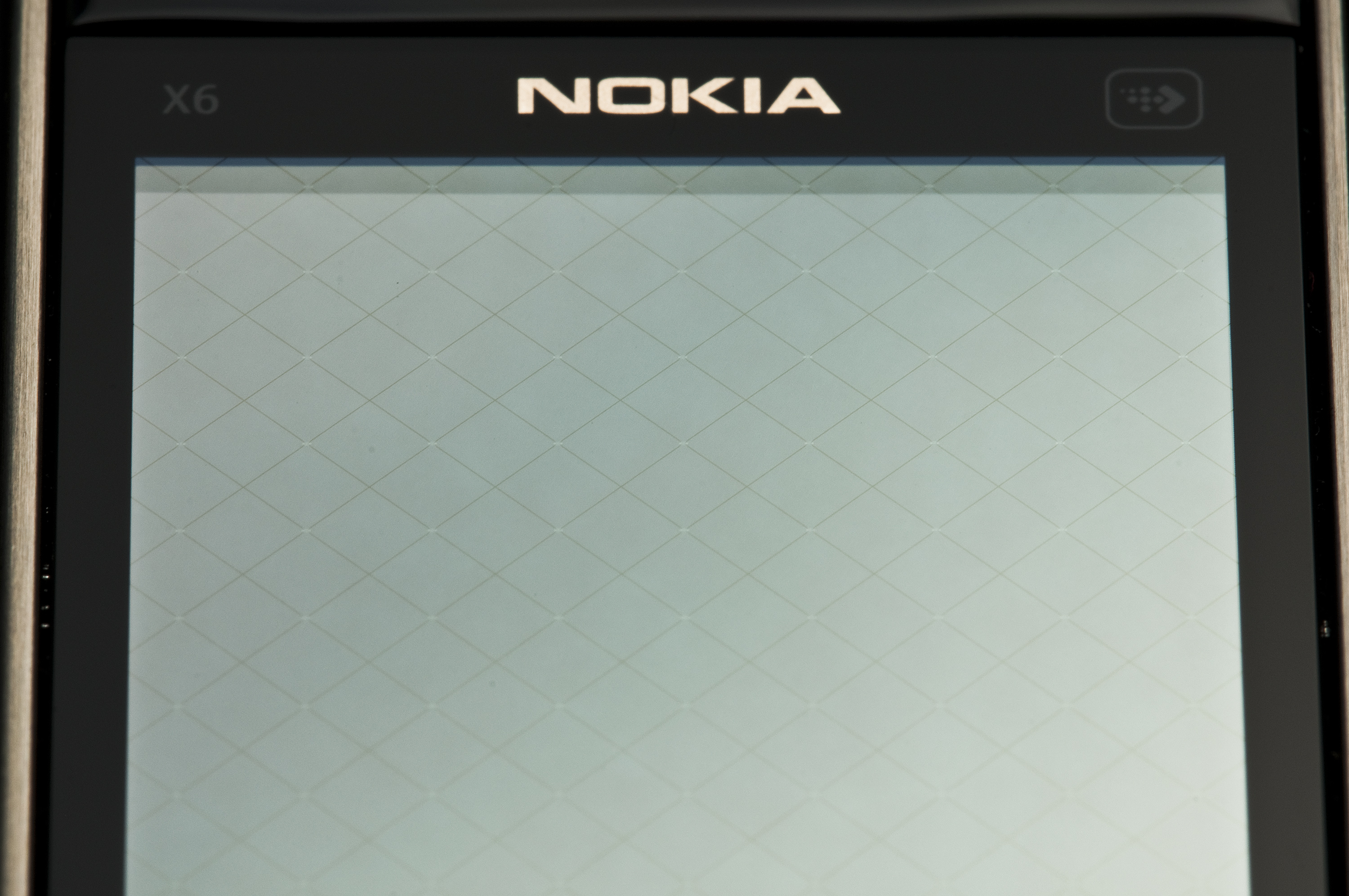
Widok Ekranu pojemnościowego w Nokii X6

### Podstawowe parametry
- Aparat fotograficzny: 5 MPix, dual LED flash, filmy VGA 30fps
- Bateria: litowa 1320 mAh (model: BL-5J)
- Budowa: jednobryłowy
- Czas czuwania (2G): 420 godzin
- Czas rozmów (2G): 360 minut
- Czas czuwania (3G): 450 godzin
- Czas rozmów (3G): 360 minut
- Czas odtwarzania muzyki: 35 godzin
- Książka adresowa: bez ograniczeń
- Multimedia - obsługiwane formaty: 3GP, AAC+, eAAC+, MP3, MP4, WMA, WMV
- Pamięć: 8 GB (dostępne także 16/32 GB), 128 MB RAM, 512 MB ROM
- Procesor: jednordzeniowy, ARM 1136JF-S, 434 MHz
- System operacyjny: Symbian 9.4 S60 5th edition
- Wyświetlacz: dotykowy pojemnościowy, TFT, 16 mln kolorów, 360 x 640 pikseli, 3,2 cala

Źródło

### Funkcje dodatkowe
- Bluetooth
- GPS z A-GPS
- Java 2.0
- Minutnik
- Przeglądarka HTML
- Radio z RDS
- Słownik T9
- Smart messaging
- Stoper
- USB 2.0 ze złączem microUSB
- WLAN
- Wybieranie głosowe
- Złącze Jack 3,5 mm

Źródło

## Marketing
Prototyp tego telefonu można było zobaczyć w teledyskach Kesha "Blah Blah Blah" i Davida Guetty "One Love".